# جرقه (فیلم ۲۰۰۶)
جرقه (به هندی: Chingaari) فیلمی محصول سال ۲۰۰۶ و به کارگردانی کالپانا لاجمی است. در این فیلم بازیگرانی همچون میتون چاکرابورتی، سوشمیتا سن و آرجون ساهنی ایفای نقش کرده‌اند.